# كاتسو ميوا
كاتسو ميوا (باليابانية: 三輪勝恵) مواليد 12 أكتوبر 1943، هي مؤدية أصوات يابانية.

## الأعمال

### أنمي
- مغامرات توم سوير
- أحلى الأيام
- كاليميرو
- سيتي هانتر
- عبقور
- دراغون بول
- مومين
- مغامرات نيلز
- ون بيس
- النمر المقنع

### أوفا
- سوات كاتس: الأسطول الرائع
- وودي نقار الخشب

## وصلات خارجية
- كاتسو ميوا على موقع IMDb (الإنجليزية)
- كاتسو ميوا على موقع ميوزك برينز (الإنجليزية)
- كاتسو ميوا على موقع قاعدة بيانات الفيلم (الإنجليزية)
- كاتسو ميوا على موقع ANN person (الإنجليزية)